# Diego Petersen
Pour les articles homonymes, voir Petersen.
Diego Petersen est un poète franco-argentin installé à Nîmes.

## Biographie
Né en 1955 à Buenos Aires, Diego Petersen arrive en France en 1980. Il publie ses premiers poèmes en 1990 en Argentine.
Ayant soutenu en 2003 une thèse de doctorat ès études romanes sous la direction de Jean Franco, il enseigne la langue et la littérature hispaniques à l'université de Nîmes depuis 2007. Il anime des conférences et des lectures sur la musique, la poésie et la culture argentine. 
Il poursuit son œuvre après s'être installé à Nîmes. Après un essai sur l'influence du tango sur la littérature argentine, il publie un recueil, Limites. Suite de poèmes composés après la disparition de son père, il est influencé, comme le note René Pons, par les « poètes-philosophes » comme José Angel Valente ou Roberto Juarroz. Il est en outre « hanté par les sentiments d'exil et d'incomplétude ». 

## Ouvrages
- (es) Retornos: la generación del vencido, Buenos Aires, Libros de tierra firme, 1990.
- Tango et Littérature : la chanson de Buenos Aires : six études sur les apports du texte de tango à la littérature argentine de la période 1960-1980, Nîmes, Champ social, 2006  (ISBN 978-2-913376-81-6).
- Limites - La dimension de l'abîme (trad. René Pons), Nîmes, Lucie, 2008  (ISBN 978-2-35371-050-8).
- Écrits de circonstance, Nîmes, Lucie, 2017  (ISBN 979-1-0346-0024-3).
- États de l'errant. Poésie. (Trad. René Pons), Nîmes, Lucie Éditions, 2019.